# Движение за великую Индонезию
Движение за Великую Индонезию или Гериндра (индон. Partai Gerakan Indonesia Raya, Gerindra) является политической партией в Индонезии. Партия выдвинула кандидатуру бывшего командующего индонезийским спецназом генерал-лейтенанта Прабово Субианто в качестве своего кандидата в президенты.
Прабово ушел из партии Голкар в июле 2008 года. Партия заявляет, что имеет около 15 миллионов членов.
Партия набрала 4,5 процента голосов на парламентских выборах 2009, и получил 26 мандатов в Народном представительном Совете.
Партия почти утроила свою популярность после выборов 2014 года (11.81% голосов на национальных парламентских выборах на 9 апреля 2014 года), что делает её третьей по популярности партией в Индонезии. Имеет 73 места в парламенте.

## Партийная платформа
Партия имеет программу действий на 2014-2019 гг., состоящую из шести пунктов:
1. Сделать экономику, сильной, суверенной, справедливой и процветающей.
2. Развитие социально-экономической системы Индонезии.
3. Развитие продовольственного и энергетического суверенитета и надежности водных ресурсов.
4. Повышение качества развития человеческого потенциала в Индонезии в рамках образования, здравоохранения, социальных, культурных и спортивных программ.
5. Строить инфраструктуру и сохранять природу и окружающую среду.
6. Построить сильное и эффективное государство, свободное от коррупции.

### Политика
Партия считает необходимой реформу индонезийской политической системы. Партия считает, что политический курс страны слишком близок к либеральной демократии и должен быть исправлен, чтобы стать демократией, основанной на мудрости руководства в дискуссии среди депутатов[стиль]. «Гериндра» считает, что Индонезия нуждается в сильном руководстве.